# Clem Snide
Clem Snide est un groupe de rock indépendant américain, originaire de Boston, dans le Massachusetts. Il est composé d'Eef Barzelay, Jason Glasser, Pete Fitzpatrick et Brendan Fitzpatrick. Le groupe est en activité depuis 1991. Clem Snide est un personnage issu des romans de William S. Burroughs.

## Biographie
Clem Snide est un personnage issu des romans de William S. Burroughs dont Naked Lunch, The Ticket that Exploded et Exterminator!. Le groupe Clem Snide est formé par le compositeur Eef Barzelay, Jason Glasser, William J. Grabek Jr., et le batteur Eric Paull à Boston en 1991. Des années plus tard, avec le recrutement du bassiste Jeff « SweetBread » Marshall, le groupe enregistre son premier album, You Were a Diamond, avec le producteur Adam Lasus. Ils attirent ensuite l'intérêt de Seymour Stein, qui les signe au label Sire Records auquel ils publient Your Favorite Music en 1999. 
Deux ans plus tard, en 2001, Clem Snide publie son troisième album The Ghost of Fashion chez SpinArt Records. Le groupe se met en pause en 2007. En 2009, le groupe se réunit et enregistre un sixième album, Hungry Bird chez 429 Records. Le 23 février 2010, Clem Snide publie leur septième album, The Meat of Life, toujours chez 429 Records. 
Le groupe participe à un épisode de l'émission Californication, jouant Faithfully pendant le générique de fin de Waiting for a Miracle (épisode 4 saison 5). En février 2013, Clem Snide publie la chanson The Woods, écrite pour l'émission Wonders of Life. En 2017, la reprise de Beautiful de Clem Snide est utilisée pour l'émission Love sur Netflix dans la saison 2.

## Discographie
- 1998 - You Were a Diamond
- 1999 - Your Favorite Music
- 2001 - The Ghost of Fashion
- 2003 - Soft Spot
- 2005 - End of Love
- 2005 - Suburban Field Recordings: Volume One
- 2006 - Suburban Field Recordings: Volume Two
- 2006 - Have a Good Night
- 2009 - Hungry Bird